# 빈첸초 이아퀸타
빈첸초 이아퀸타(이탈리아어: Vincenzo Iaquinta, Ufficiale OMRI, 1979년 11월 21일, 이탈리아 쿠트로 ~ )는 이탈리아의 전 축구 선수이다.

## 선수 경력
이아퀸타는 전 소속팀 우디네세에서 스트라이커로 활약하였고, 2002-2003 시즌에 7골을 기록해 팀 내에서 득점왕이 되면서, 단번에 팀의 기대주로 떠올랐다. 다음 해부터는 세리에 A 득점왕 싸움에도 가세해, 팀을 견인하는 존재로 성장하였다. 그는 라치오로 이적한 로베르트 무치의 공백을 느끼지 않게 하는 엄청난 활약을 하였다. 종종 이적한다는 소문이 보도되었지만, 2007-08 시즌부터 세리에 A에 복귀한 유벤투스로 이적하였다.
이아퀸타는 이탈리아 U-21 대표팀에도 소집되었지만 당시는 주전 선수가 아니고, 에밀리아노 보나졸리의 후보 선수였다. 하지만, 2006 FIFA 월드컵에서는 그의 실력을 알아본 마르첼로 리피는 그를 최종 선수 명단에 포함시켰다. 초반에는 이 선택에 대해 의문의 소리도 적지 않았지만, 가나전에서 자신의 국가대표 첫 골을 넣어, 우수한 실력을 증명해 보였다. 그는 이탈리아의 네 번째 월드컵 우승에 공헌했지만, 별다른 모습을 보여주지 못한 탓에 주로 교체 선수로 출전했다.
다음 2010년 FIFA 월드컵에는 질라르디노와 투톱으로 나섰는데, 뉴질랜드와의 2차전에서 페널티킥을 득점한 것을 제외하고는 전체적으로 형편없는 모습을 보였고, 이탈리아는 3차전 슬로바키아와의 경기에서 2 : 3으로 패배하며 2무 1패 조 최하위의 성적을 기록해 1974년 FIFA 월드컵 이후 36년 만에 조별리그에서 탈락하는 수모를 겪고 말았다. 2014년 7월 22일, 그는 공식적으로 현역 은퇴를 밝히고 감독직으로서 새롭게 축구계 경력을 이어나갈 것이라고 밝혔다.
그런데 2015년 12월에 난데없이 불법 권총 소지 혐의로 검찰에 기소되었다. 이탈리아 매체 ‘코리에레 델로 스포르트’는 22일(현지시간) "이아퀸타가 총기를 불법으로 소지한 사실이 경찰에게 발각돼 기소됐다. 이아퀸타가 마피아와 연계됐을 가능성도 배제할 수 없다."고 밝혔다. 이아퀸타가 받고 있는 혐의는 2정의 총기 등 불법 총기소지 및 마피아 조직인 은드란게타와 결탁한 혐의이다. 재판에 넘겨진 이아퀸타는 당국에 자신이 소지한 총기를 아버지의 집으로 운반한 사실을 알리지 않은 것은 실수였다고 진술했다. 그러나 검찰 조사 결과 이아퀸타는 이미 은드란게타의 멤버 중 한 명이었으며 고유한 코드네임까지 있다는 사실이 밝혀졌다.
2018년 10월 31일, 이탈리아 법원은 빈첸초 이아퀸타는 마피아 조직 은드란게타와 관계가 있다는 건 증거가 불충분하다는 이유로 기각했지만 불법으로 총기를 소지한 혐의는 유죄로 인정되어 그에게 징역 2년을 선고했다. 반면, 빈첸초 이아퀸타의 부친인 주세페 이아퀸타는 은드란게타와 결탁한 혐의가 명백히 입증된다고 하여 징역 19년 형을 선고했다. 이에 이아퀸타 부자는 판사를 향해 "말도 안 된다. 이것은 수치"라고 외치며 울분을 토했다고 한다. 법정에서 이아퀸타는 권총을 소지한 혐의에 대해 현역 은퇴 후 사격장을 다니는 취미가 생겼기 때문이라고 해명해왔으나 법원은 그의 주장을 받아들이지 않았다.

## 수상
이탈리아
- 2006년 FIFA 월드컵 우승

## 훈장
- 2006년 이탈리아 공화국 공로 훈장 4등급 (Ufficiale OMRI)